# 크리스토퍼 멜로니
크리스토퍼 멀로니(Christopher Meloni, 영어 발음: /məˈloʊni/, 1961년 4월 2일 ~ )는 미국의 배우이다. 1999년부터 NBC 드라마 《로앤오더: 성범죄 전담반》에 출연 중이며, 이를 통해 2006년 제58회 프라임타임 에미상 드라마 시리즈 부문 남우주연상 후보에 올랐다.

## 출연 작품

### 영화
- 주니어 (1994)
- 12 몽키즈 (1995)
- 바운드 (1996)
- 라스베가스의 공포와 혐오 (1998)
- 런어웨이 브라이드 (1998)
- 웻 핫 아메리칸 썸머 (2001)
- 해롤드와 쿠마 (2004)
- 해롤드와 쿠마 2: 관티나모로부터의 탈출 (2008)
- 나이트 인 로댄스 (2008)
- 캐리어스 (2009)
- 그린 랜턴: 첫 비행 (2009) - 목소리
- 맨 오브 스틸 (2013)
- 42 (2013)
- 버진 스노우 (2014)
- 씬 시티: 다크히어로의 부활 (2014)
- 미니의 19금 일기 (2015)
- 아이 엠 래스 (2016)
- 신시내티 잡 (2016)
- 스내치드 (2017)
- 이프: 상상의 친구 (2024) - 코스모 역 (목소리)

### 텔레비전
- 뉴욕경찰 24시 (1996-97)
- 오즈 (1998-2003)
- 로앤오더: 성범죄 전담반 (1999-2011, 2021-현재)
- 로앤오더: 범죄 전담반 (2000, 2022)
- 스크럽스 (2003)
- 세서미 스트리트 (2004)
- 로앤오더: 배심원 재판 (2005)
- 더 데일리 쇼 (2011)
- 트루 블러드 (2012)
- 부통령이 필요해 (2014)
- 웻 핫 아메리칸 썸머: 퍼스트 데이 오브 캠프 (2015)
- 해피! (2017-19) - 총제작 겸임
- 포즈 (2018)
- 핸드메이즈 테일 (2019)
- 아메리칸 대드! (2019, 2022) - 애니메이션
- 패밀리 가이 (2020) - 애니메이션
- 릭 앤 모티 (2020) - 애니메이션
- 트와일라잇 존: 환상특급 (2020)
- 로앤오더: 조직범죄 전담반 (2021-현재)

### 비디오 게임
- 콜 오브 듀티: 블랙 옵스 III (2015) - 목소리